# Chiesa di San Giacomo Apostolo (Genova)
La chiesa di San Giacomo Apostolo è una chiesa situata nel quartiere genovese di Cornigliano.

## Storia
La prima citazione storica è un atto notarile del 1272, nel quale si attesta l'esistenza a Cornigliano di una chiesa, già allora dedicata a san Giacomo; questa struttura, esistente da prima del 1217, venne eretta probabilmente per volontà degli Spinola o dei Pallavicino. Essa era adiacente all'antico convento dei domenicani.
La chiesa venne ricostruita interamente nel 1480, su iniziativa e a spese del marchese di Lerma Luca Spinola; a questa struttura vennero aggiunte otto cappelle laterali ad opera di altre famiglie nobiliari di Genova, la cui costruzione terminò nel 1552. Negli anni immediatamente successivi Agostino Pallavicino commissionò un nuovo altare maggiore, e fece aggiungere un coro dove seppellire i suoi famigliari. La chiesa venne completamente restaurata nel 1563, sotto Paolo Spinola.
Tra il 1883 e il 1886 l'edificio venne ricostruito su un nuovo terreno acquistato dalla Fabbriceria, su progetto di Maurizio Dufour, e l'arcivescovo Salvatore Magnasco presiedette alla posa della prima pietra. La vecchia chiesa, di cui vennero demoliti il coro e la facciata (così come venne demolito il convento dei domenicani), venne riconvertita in sagrestia per quella nuova, conservando anche il piccolo campanile originario.
Questa struttura venne però quasi totalmente distrutta da un bombardamento aereo il 4 giugno 1944; venne quindi riedificata alla fine della seconda guerra mondiale, e inaugurata durante la messa di mezzanotte del Natale 1948. Della struttura ottocentesca sopravvive il campanile.

## Descrizione

### Esterno
La struttura è in cemento armato intonacato. La facciata presenta un corpo centrale sporgente, con paraste laterali, e ospita il portale principale e il rosone incorniciati con mattoni a vista. Questa parte è collegata al resto della facciata da pareti inclinate con tre nicchie ciascuna.
Il tetto, che è a doppia falda inclinata sull'aula e sul presbiterio e pianeggiante sul corpo sporgente della facciata, è in lastre di ardesia, con coppi in laterizio lungo le linee di colmo.
La chiesa ha due campanili: quello più alto è risalente alla costruzione del 1886, mentre il più piccolo è parte dell'antica chiesa quattrocentesca.

### Interno
L'interno è ad aula unica, con abside semicircolare e due cappelle laterali, introdotte da un gradino e una balaustra in marmo; l'aula voltato a lunetta, le cappelle e il presbiterio sono voltati a botte e l'abside e coperta da una calotta semisferica. Due piccoli ambienti di servizio si trovano ai lati delle due cappelle.
Il pavimento è realizzato con lastre di marmo bianco quadrate.
Nella nicchia dell'abside è custodito un gruppo scultoreo in legno policromo raffigurante La Madonna del Pilar che appare a san Giacomo, realizzata da Domenico Parodi sul finire del Seicento. Il gruppo formava originariamente la cassa processionale della confraternita di San Giacomo della Marina a Genova ed era custodito all'interno dell'omonimo oratorio. Nella navata si conserva anche un pregevole crocifisso processionale seicentesco, forse proveniente dal medesimo oratorio genovese.